# Videokonst

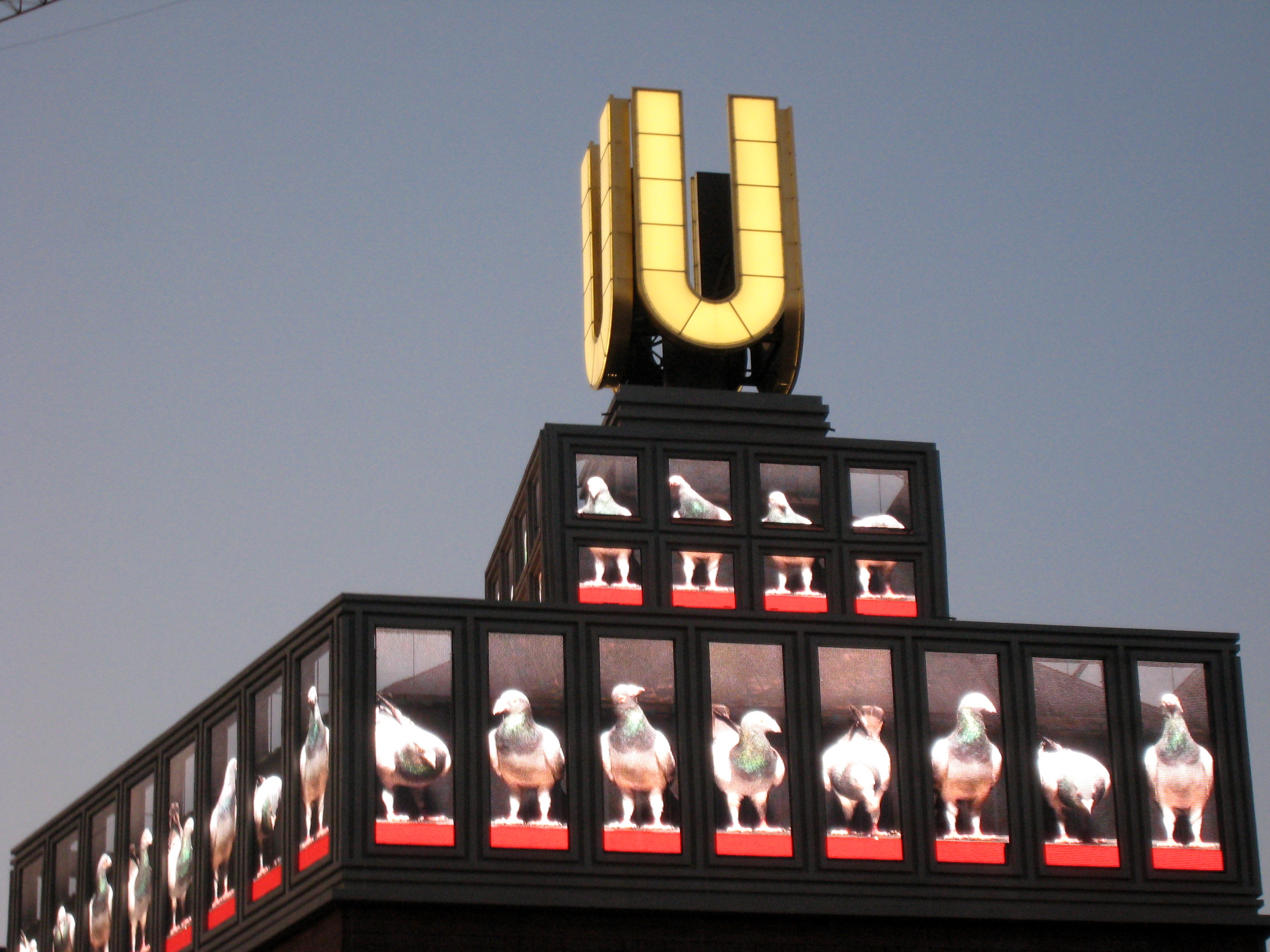
Videoinstallationen "Fliegende Bilder" av Adolf Winkelmann

Videokonst är konst där slutresultatet är rörliga bilder skapad med digital eller analog inspelningsutrustning. Det kan vara spelfilm, animering, dokumentation eller annat. Speltiden kan variera från mycket kort till lång och oändligt upprepad. Videokonst kan visas upp i form av en installation, projektion, genom en tv, eller via webben.

## Videokonstinstitutioner i Sverige
- Filmform
- Fylkingen
- Tensta konsthall
- Contemporary Småland plattform för konst[2]
- VideoGUD[3]

## Exempel på konstnärer inom videokonst
- Vito Acconci
- Johanna Billing
- Joseph Beuys
- Annika Larsson
- Petra Lindholm
- Joanna Lombard
- Bruce Nauman
- Magnus Wassborg
- Shirin Neshat
- Andy Warhol
- Tony Oursler
- Nam June Paik
- Pipilotti Rist
- Tania Ruiz Gutiérrez
- Jonas Lundh
- Joanna Rytel
- Ann-Sofi Sidén
- Bill Viola
- Wolf Vostell
- Magnus Wallin
- Anders Weberg
- Adolf Winkelmann